# Francisco Gómez Antón
Francisco Gómez Antón  (Ordizia, 4 de junio de 1930 - Ciudad de México, 9 de julio de 2015) fue un jurista, periodista y profesor universitario español.

## Biografía
Mientras preparaba su tesis doctoral en Derecho Administrativo en la Universidad Complutense de Madrid, se trasladó en 1953 a Santiago de Compostela, donde permaneció tres años. Allí comenzó su carrera docente como profesor ayudante de Derecho Administrativo en la Universidad de Santiago de Compostela. En la capital gallega fue director del Colegio Mayor La Estila, que había sido fundado cuatro años antes. En 1955 defendió la tesis y tras opositar fue nombrado adjunto de Derecho Administrativo en la Universidad Compostelana.
En 1956 llegó a la Facultad de Derecho de la Universidad de Navarra. Dos años después se incorporó al recientemente creado Instituto de Periodismo de la misma Universidad, donde permaneció hasta su jubilación en el 2000. Fue secretario General de la Universidad de Navarra. En el curso académico 1972/73 se trasladó a la Universidad de Stanford para continuar su formación.
En 1963 consiguió dos becas: de la OCDE y de la Fundación Humboldt. Con la primera se trasladó a París para trabajar en el Centro Internacional Desarrollo y Civilizaciones - Lebret - IRFED, un instituto para el estudio e implantación del desarrollo armónico, creado por el dominico Louis-Joseph Lebret. Y con la beca de la Fundación Humboldt estudió alemán en Bonn durante unos meses. En París, en aquel año sabático conoció a Ricardo Díez-Hochleitner, diplomático español que trabajaba en la UNESCO; y Giovanni Gozzer, fundador y alma de un instituto creado en la Villa d'Este de Frascatti para la formación de dirigentes de programas de desarrollo. En París realizó la diplomatura en Administraciones Públicas y Desarrollo (Universidad de París).
Durante más de cuarenta años, Gómez Antón, considerado un «maestro de periodistas», enseñó Instituciones jurídico-políticas comparadas en la Facultad de Periodismo de la Universidad de Navarra.
En 1972 se creó el Programa de Graduados Latinoaméricanos (PGLA), financiado por la fundación alemana Aktion Adveniat, fue una escuela de postgrado para periodistas en ejercicio. Gómez Antón fue su director (1979-1990). Allí se formaron aproximadamente cuatrocientos periodistas y profesionales de la comunicación de trece países.
Entre 1975 y 1979 fue vicedecano de la Facultad de Comunicación, siendo decano Carlos Soria. En 1979 dejó el puesto para dedicarse por completo al PGLA.
Después de su jubilación (2000), comenzó a fallarle la salud, y decidió trasladarse a Ciudad de México (2002) donde permaneció hasta su muerte.

## Publicaciones
- 7 potencias: instituciones políticas e historia reciente (1945-2000), Madrid, Ediciones Internacionales Universitarias, 2003, 4ª, 211 pp., ISBN: 8484690725.
- Desmemorias, Pamplona, EUNSA, 2002, 1ª, 248 pp., ISBN: 8431319798.
- Cómo reconocer si es una democracia lo que se tiene delante, Barcelona, Eiunsa, 1996, 1ª, 116 pp., ISBN: 8487155669.
- Con Carlos Alvear Acevedo, Carlos alberto Di Franco y Carlos Soria Saiz, Informar, comunicar y servir, México, Mi-Nos, 1990, 1ª, 112 pp.
- Educación e ineficacia, Pamplona, Ediciones Universidad de Navarra, 1974, 1ª, 286 pp., ISBN: 8431303271.
- El reto de nuestro tiempo: lección inaugural del curso 1970-71, Pamplona, Universidad de Navarra, 1970, 1ª, 21 pp.
- El Consejo Foral Administrativo de Navarra, Madrid, Rialp, 1962, 1ª, 60 pp.
- La ley de régimen jurídico de la administración del Estado, Madrid, Presidencia del Gobierno, Secretaría General Técnica, 1959, 1ª, 192 pp.

## Premios y distinciones
- Gran Encomienda de Isabel La Católica por su labor de intercambio cultural entre España y América Latina (marzo, 2009)[9]
- Doctor honoris causa en la Universidad de San Martín de Porres (Perú)[10]
- Presidente Vitalicio de Innovation Media Consulting Group.[10]